# 402 Dywizja Zapasowa (III Rzesza)
402 Dywizja Zapasowa – jedna z dywizji III Rzeszy z okresu II wojny światowej. 
402 Dywizję Zapasową utworzono jako sztab do zadań specjalnych mający nadzorować bataliony strzelców krajowych w II Okręgu Wojskowym, i dopiero jesienią 1942 roku, po wzmocnieniu uzyskała siłę dywizji. W styczniu 1945 roku została włączona w skład 11 Armii. W wyniku działań bojowych na Pomorzu została rozbita przez Armię Czerwoną oraz 1 Armię Wojska Polskiego. Początkowo zajmowała odcinek frontu na południe od Wałcza. Rozbita została 18 marca 1945 roku w rejonie Trzebiatowa. Dowodzący dywizją gen. Siegmund Schleinitz został wzięty do niewoli 16 marca 1945 roku przez żołnierzy z 1 Armii Wojska Polskiego.
Ocalałe niedobitki z 402 DZap zostały wykorzystane do utworzenia 402 Dywizji Szkolnej. Niewiele później, wspomniana 402 Dywizja Szkolna wraz z 3 Armią Pancerną oddała się do niewoli armii brytyjskiej. 

## Dowódcy dywizji
- gen. Hans Petri od 25.09.1939
- gen. mjr Hans Windeck od 1.02.1940
- gen. mjr Erwin von Keiser od 1.05.1940
- gen. por. Hubert Stenzel od 25.09.1942
- płk Werner von Boltenstern od 1.11.1943
- gen. por. Hubert Stenzel od 17.12.1943
- gen. por. Siegmund Schleinitz od 1.10.1944
- gen. mjr Ernst von Bauer (od marca 1945 do kapitulacji)[3]

## Struktura organizacyjna
Skład:
- 522 zapasowy pułk grenadierów
- 258 zapasowy pułk grenadierów
- 2 zapasowy i szkolny pułk artylerii